# Гулиева, Айнур Джамал кызы
Айнур Джамал кызы Гулиева (азерб. Aynur Camal qızı Quliyeva; род. 7 февраля 1975 года, Тертерский район, Азербайджанская ССР) — государственный, общественно-политический деятель. Депутат Милли меджлиса Азербайджанской Республики III созывов. Заслуженный журналист Азербайджана (2015).

## Биография
Айнур Гулиева родилась 7 февраля 1975 году в селе Мамырлы, ныне Тертерского района, Республики Азербайджан. В 1996 году завершила обучение на факультете политологии Бакинского института социального управления и политологии (БСИПИ), ныне Академия государственного управления при президенте Азербайджанской Республики.
С 1996 по 2000 годы работала корреспондентом в различных печатных изданиях Азербайджана: «Azərbaycan Ordusu», «Xalq qəzeti», «Şans», «Ulus», «Millətin səsi», «Yeni Yüzil».
С 2001 по 2005 годы работал корреспондентом газеты «Yeni Müsavat».
6 ноября 2005 года избрана депутатом Национального собрания III созыва по Тертерскому избирательному округу № 95. Айнур Джамалгызы, была членом Постоянной комиссии Милли Меджлиса по вопросам культуры, а также членом рабочих групп по межпарламентским связям Азербайджан-Иордания, Азербайджан-Казахстан, Азербайджан-Норвегия, Азербайджан-Япония. Являлась членом азербайджанской делегации в Парламентской ассамблее Совета Европы.
Как член партии Мусават, публично высказала критику в адрес других однопартийцев депутатов, включенных в состав делегации Азербайджана в Парламентской ассамблее Совета Европы. В результате решением Высшего партийного органа Айнур Гулиева была исключена из партии.
Является председателем Общественного объединения «Женский консенсусный центр». В совершенстве владеет русским языком.

## Награды
- Медаль «Прогресс» (2020).
- Заслуженный журналист Азербайджана (2015)[6]..
- Лауреат 2-й медиа премии Азербайджана (2014)[7].